# Амстелгук
Амстелгук (нід. Amstelhoek) — село в нідерландській провінції Утрехт. Входить до муніципалітету Де-Ронде-Венен.
Його площа становить 0,95 км², а населення станом на 2021 рік складало 985 осіб.
Перша згадка про населений пункт датується 1936 роком.

## Галерея

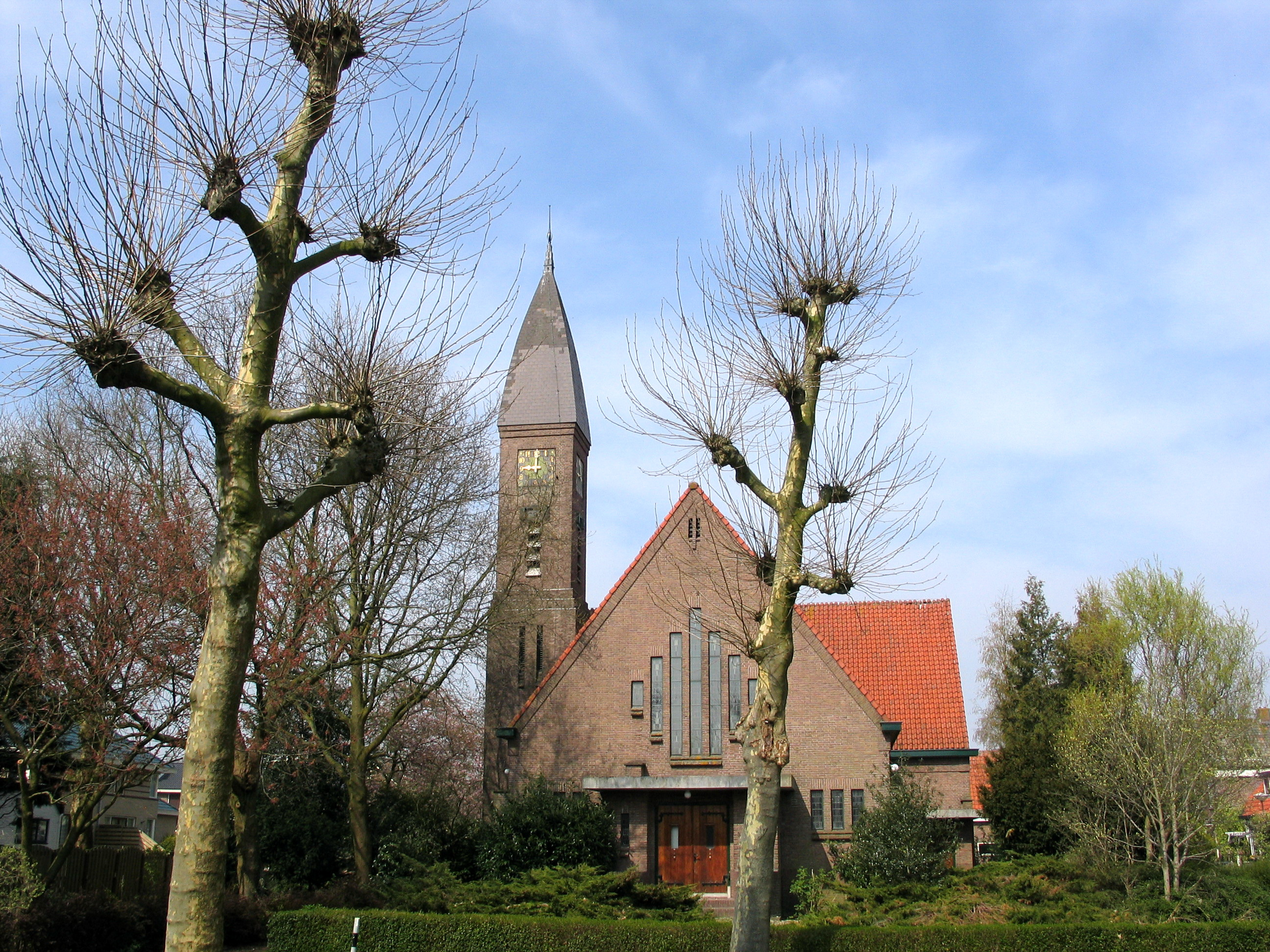
Церква в Амстелгуці
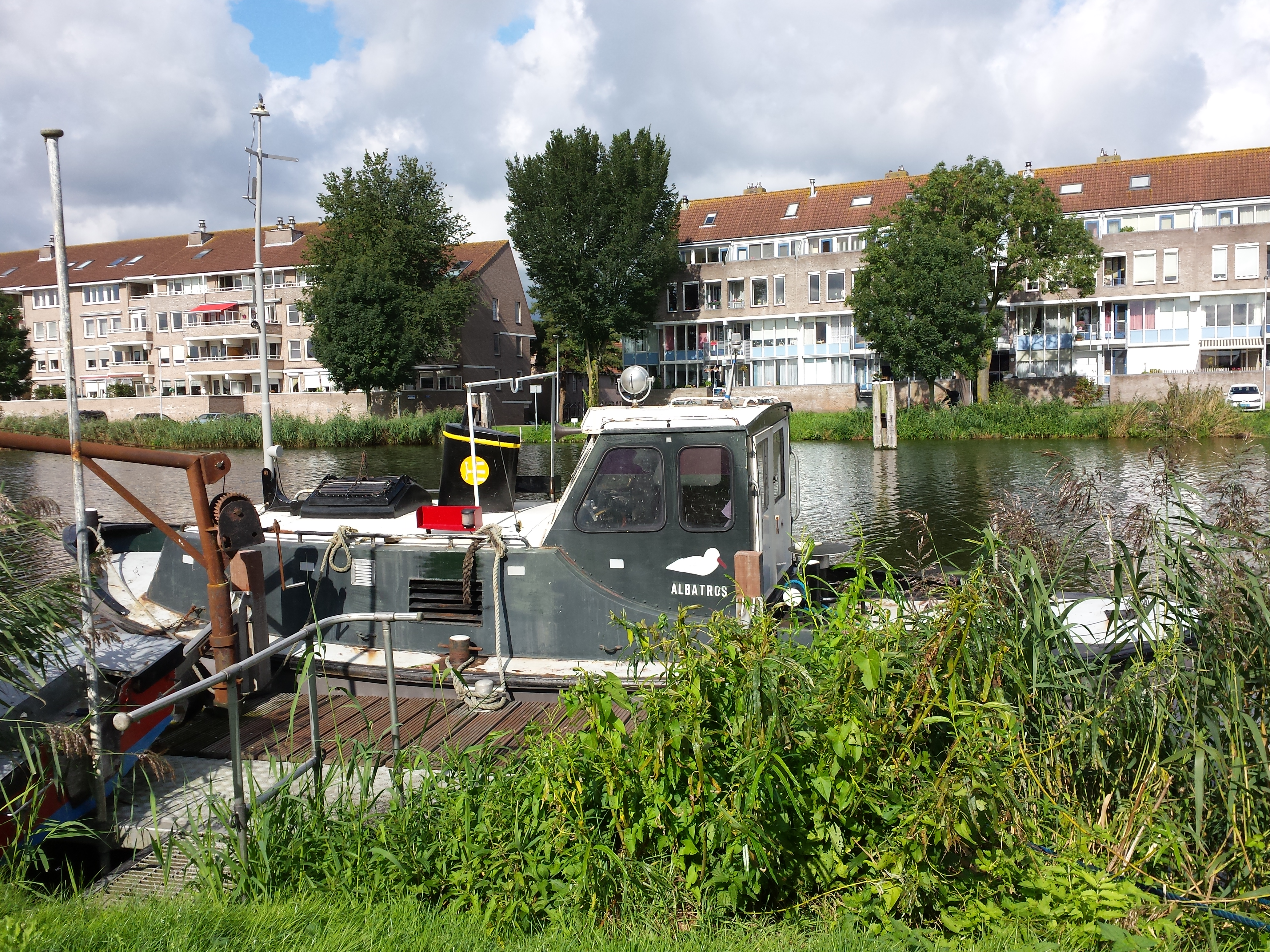
Вид на річку
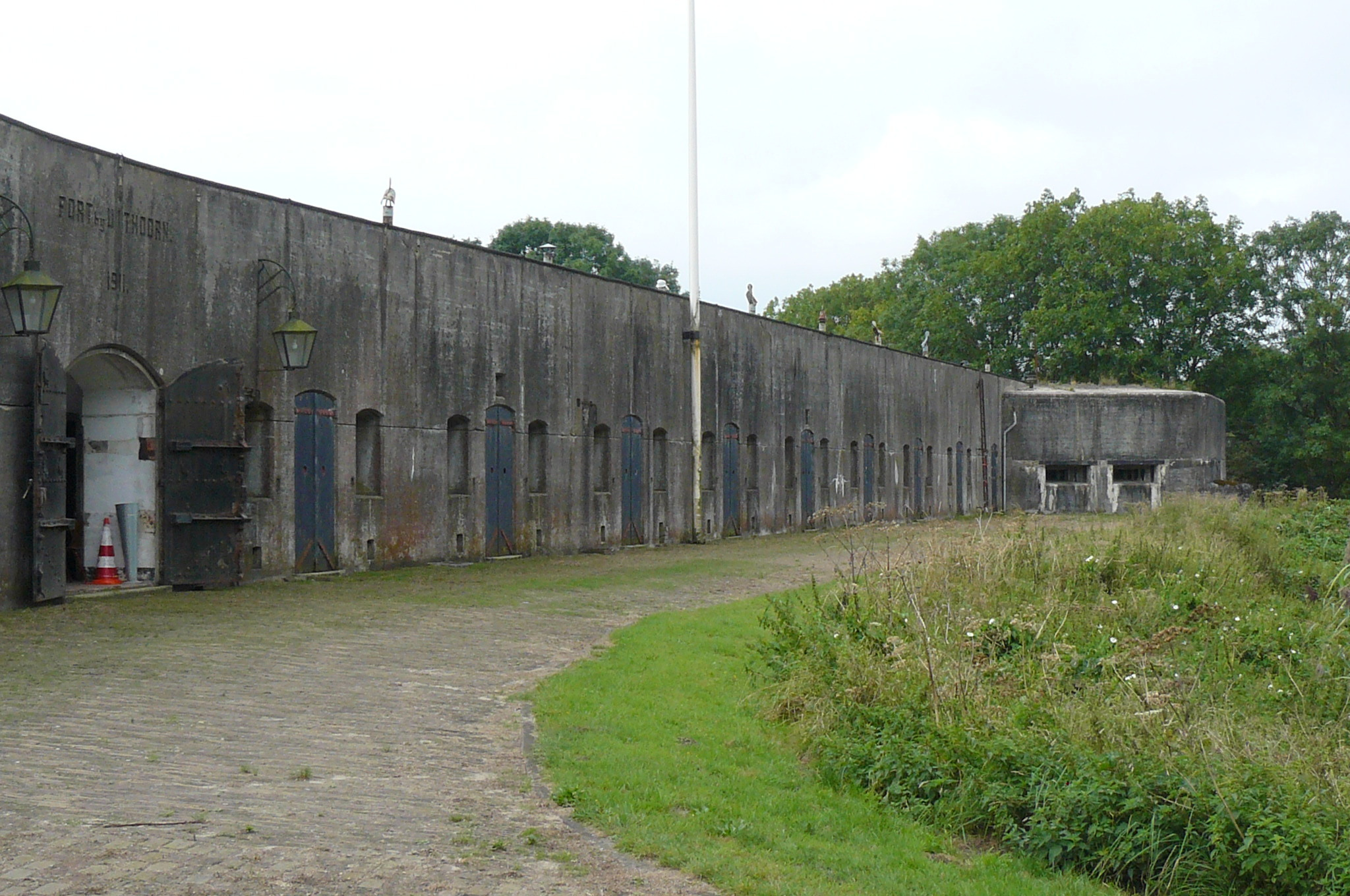
Казарми у форті